# 田中和一郎 (政治家)

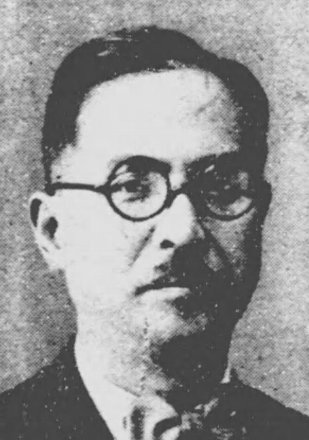
田中和一郎

田中 和一郎（たなか わいちろう、1888年（明治21年）7月 - 1950年（昭和25年）4月8日）は、日本の衆議院議員、厚生参与官。

## 経歴
京都府京都市出身。1919年（大正8年）、東京帝国大学法学部政治学科を卒業し、京都帝国大学大学院で都市社会政策を専攻した。大阪毎日新聞社に入社。その後、京都市会議員、同議長、京都府会議員に選ばれた。
1942年（昭和17年）、第21回衆議院議員総選挙に京都1区（当時）から翼賛政治体制協議会の推薦を受け、出馬し、当選。幣原内閣で厚生参与官を務めた。
1946年（昭和21年）、推薦議員のため公職追放となった。追放中の1950年死去。
その他、京都ホテル株式会社取締役、内外出版印刷株式会社監査役、京都府教育委員長を務めた。